# Dore Schary
Isadore "Dore" Schary (31 de agosto de 1905 – 7 de julio de 1980) fue un dramaturgo, guionista y productor cinematográfico de nacionalidad estadounidense, que llegó a ser jefe de producción de MGM y, finalmente, presidente del estudio. 

## Carrera
Nacido en Newark (Nueva Jersey), se graduó en la Central High School de dicha ciudad.
El primer éxito de Schary como escritor fue la obra Too Many Heroes, llevada a escena en el circuito de Broadway con un total de 16 representaciones en el otoño de 1937. Trabajó en Hollywood, California, y en 1938 ganó el Óscar al mejor argumento como coguionista de la película Forja de hombres. 
Trabajaba con RKO Pictures cuando en 1948 fue nombrado jefe de producción de los estudios Metro-Goldwyn-Mayer. Schary y el jefe y fundador del estudio, Louis B. Mayer, divergían constantemente sobre la filosofía de la empresa: Mayer favorecía el entretenimiento sano y ostentoso, y Schary se inclinaba a lo que Mayer despectivamente calificaba como "películas con mensaje". Los días de gloria de MGM y de otros estudios estaban llegando a su fin como consecuencia del proceso judicial United States v. Paramount Pictures, Inc. (1948), una decisión de la Corte Suprema que cortó la conexión entre los estudios cinematográficos y las salas de proyección.
Además, el nuevo fenómeno de la televisión estaba empezando a afectar a la gran pantalla. MGM en Nueva York decidió que Schary debía intentar cambiar la tendencia. En 1951 Mayer dejó la presidencia, que pasó a manos de Schary, y que se mantuvo en el puesto hasta 1956. La estrella de la MGM Esther Williams afirmaba en su autobiografía de 1999 The Million Dollar Mermaid que Schary era duro, cruel, y tan imperioso como lo había sido Mayer, y creía apropiado que hubiera sido despedido en el Día de Acción de Gracias, ya que era un "turkey (pavo)". 
Sin embargo, en el show This is Your Life, el presentador Ralph Edwards afirmaba que no había habido ningún programa al que acudieran tantas estrellas para honrar a un invitado. Tras su salida de MGM, Schary escribió la obra representada en Broadway Sunrise at Campobello, que ganó cinco Premios Tony. Él escribió y produjo la versión cinematográfica con el mismo nombre, rodada en 1960. Además, tuvo un pequeño papel sin créditos en el film, interpretando al Presidente de la Delegación de Connecticut.
En el episodio de I Love Lucy llamado "Don Juan is Shelved" Schary accedió a interpretarse a sí mismo, pero lo canceló con poca antelación. En cambio, Schary fue interpretado por el actor Phil Ober (quien estaba casado en ese momento con el miembro del elenco Vivian Vance).

## Política
Aunque fue uno de los ejecutivos de los estudios cinematográficos que firmó en 1947 el documento Waldorf Statement, se convirtió en un opositor de la caza de brujas de comunistas dirigida por el Comité de Actividades Antiestadounidenses, y de la cual surgió la lista negra de Hollywood. Activista liberal, fue Presidente Nacional de la Liga Antidifamación de la B'nai B'rith, y Comisionado de Asuntos Culturales de la ciudad de Nueva York.

## Vida personal
Schary fue el padre del novelista y autor de memorias Jill Robinson..
Dore Schary falleció en Nueva York en 1980, a los 74 años de edad. Fue enterrado en el Cementerio Hebreo de West Long Branch, Nueva Jersey.
En honor a su persona, la Liga Antidifamación fundó los Premios Dore Schary en 1982.

## Premios y distinciones
Premios Óscar
| Año  | Categoría                       | Película                 | Resultado |
| ---- | ------------------------------- | ------------------------ | --------- |
| 1939 | Mejor argumento                 | Forja de hombres         | Ganador   |
| 1941 | Mejor argumento                 | Edison, el hombre        | Nominado  |
| 1953 | Mejor documental largo          | The Hoaxters             | Nominado  |
| 1956 | Mejor cortometraje - Dos rollos | The Battle of Gettysburg | Nominado  |